# Alocasia scalprum
Alocasia scalprum är en kallaväxtart som beskrevs av Alistair Hay. Alocasia scalprum ingår i släktet Alocasia och familjen kallaväxter. Inga underarter finns listade.